# Jihomoravský kraj
Der Jihomoravský kraj (deutsch Südmährische Region) ist eine der 14 Regionen Tschechiens, wie der Name sagt, im Süden Mährens. Verwaltungssitz ist die historische mährische Hauptstadt Brünn (Brno). Zur Region (Kraj) gehören 672 Gemeinden, davon 48 Städte. Auf einer Fläche von 7196,5 km² leben etwa 1,17 Mio. Menschen (2017). Die Bevölkerungsdichte beträgt 159 Einwohner/km² (30 Einwohner über dem Durchschnitt Tschechiens). Neben der Staatsgrenze zur Slowakei und zu Österreich grenzt der Kraj an die Regionen Südböhmen, Pardubice, Olmütz, Zlín und Vysočina. Den höchsten Punkt der Region bildet der Berg Čupec (819 m n.m.), den tiefsten im Bezirk Břeclav (Lundenburg) die Mündung der Thaya (Dyje) in die March (Morava) an der Staatsgrenze (150 m n.m.).

## Geschichte
Die Anwesenheit von Menschen in Südmähren lässt sich bis in die Steinzeit zurückverfolgen. Die altsteinzeitlichen Funde in Dolní Věstonice und Pavlov gehören zu den bedeutendsten in Mitteleuropa. In der Jungsteinzeit trat hier die Mährisch Bemaltkeramische Kultur auf. In der Eisenzeit verlief die Bernsteinstraße durch Südmähren. Die Region stand in Austausch mit dem Römischen Imperium. Im 6. Jahrhundert wurde sie von Slawen besiedelt. Der erste namentlich bekannte slawische Herrscher Samo hatte vermutlich im südlichen March-Gebiet seinen Herrschaftssitz. Im 9. Jahrhundert entstand das Mährerreich, dessen bedeutendste Stadt in Südmähren Mikulčice war.
1182 wurde Mähren, das mittlerweile die böhmischen Přemysliden beherrschten, zur Markgrafschaft erhoben. Vom 11. bis ins 13. Jahrhundert wurden deutsche Bauern, Handwerker und Bergleute unter Gewährung besonderer Rechtsstellung zur Erschließung der fast menschenleeren Randgebiete Südmährens ins Land gerufen. Die Kultivierung des südlichen Teiles von Mähren (Südmähren) erfolgte vor allem durch die Besiedlung des angrenzenden bairischen Sprachraums.
Ab 1349 war die südmährische Stadt Brünn Sitz der mährischen Markgrafen.
Bereits 1526 bildete sich im Raume Nikolsburg um Balthasar Hubmaier eine der ersten Gütergemeinschaften der radikal-reformatorischen Täuferbewegung. Die nach der Hinrichtung Hubmaiers 1528 drohende Auflösung der Wiedertäufergemeinde konnte der aus Tirol stammende Jakob Hutter verhindern. Nach ihm wurden die Wiedertäufer auch Hutterische Brüder genannt. Es lebten bis zu 60.000 Täufer in Mähren, davon 12.000 in Nikolsburg. Kurz nach den Wiedertäufern und gefördert durch den ansässigen Adel hielt auch die Lehre Martin Luthers Einzug in Südmähren. Dadurch kam es zur Kirchenspaltung und zur Bildung der evangelisch-lutherischen Kirche und zu Konfessionen des Protestantismus. Während der Gegenreformation und der durch die von Jesuiten erfolgreich durchgeführten Rekatholisierung konnte eine ganze Anzahl von Kirchen wieder katholisch eingeweiht werden. Nach der Verfolgung in Mähren 1535 bis 1767 durch Katholiken, Evangelische und Türken floh ein Überrest von Täufern nach Russland.
Im Jahre 1641 löste Brünn Olmütz als Hauptstadt von Mähren ab.
Das Zusammenleben von Tschechen und Deutschen war dadurch gekennzeichnet, dass die Deutschen die privilegierte Nationalität der Habsburgermonarchie bildeten und den Großteil des Adels, des hohen Beamtentums und der oberen Offiziersränge stellten, die Tschechen hingegen ihre sprachlichen, kulturellen und politischen Rechte erst mühsam erkämpfen mussten. Während die Tschechen in der zweiten Hälfte des 19. Jahrhunderts verlangten, den Dualismus Österreich-Ungarns zum Trialismus auszubauen und den böhmischen Ländern eine eigene Regierung in Prag zu ermöglichen, legten die Deutschen in diesen Ländern großen Wert darauf, direkt von Wien aus regiert zu werden.
Südmähren war in der zweiten Hälfte des 19. Jahrhunderts Geburtsland zweier Bundespräsidenten der Republik Österreich, Karl Renners und Adolf Schärfs. Beiderseits der historischen Südgrenze Mährens hatte das Haus Liechtenstein ausgedehnte, 1945 entschädigungslos enteignete Besitzungen: rund um Eisgrub in Mähren und um Feldsberg, bis 1919 in Niederösterreich. Das so genannte Grenzschloss der Liechtensteiner stand je zur Hälfte in beiden Ländern.
Die Deutschen Südmährens wollten, als die Donaumonarchie infolge ihrer Niederlage im Ersten Weltkrieg zerfiel, 1918 den Anschluss ihrer Gebiete an den neuen Staat Deutschösterreich und vertraute auf das von Woodrow Wilson während des Ersten Weltkrieges verkündete Selbstbestimmungsrecht der Völker. Exil-Tschechen war es hingegen während des Krieges gelungen, den geplanten tschechoslowakischen Staat als Verbündeten der Triple Entente zu etablieren und von den Kriegssiegern die Zusicherung zu erhalten, dass die historischen Länder der böhmischen Krone ungeteilt den Kern ihres neuen Staates bilden würden. Tschechische Einheiten besetzten daher Südmähren noch vor Jahresende 1918. Der Friedensvertrag von Saint-Germain bestätigte 1919 die Zugehörigkeit ganz Südmährens zur Tschechoslowakei. Weiters wurde damit die niederösterreichische Stadt Feldsberg mit benachbarten Ortschaften aus eisenbahnstrategischen Gründen der Tschechoslowakei zugesprochen.
Infolge des der Tschechoslowakei aufgezwungenen Münchner Abkommens wurde der südliche Teil der Region, der eine deutsche Bevölkerungsmehrheit hatte, vom Deutschen Reich annektiert und war von 15. Oktober 1938 bis Anfang Mai 1945 dem Reichsgau Niederdonau (Niederösterreich) angegliedert. Es bestand geografisch aus den damaligen politischen Bezirken Znaim und Nikolsburg sowie den Gerichtsbezirken Zlabings (politischer Bezirk Daschitz) und Neubistritz (politischer Bezirk Neuhaus). Zum Ende des Zweiten Weltkriegs, Anfang Mai 1945, wurde die Tschechoslowakische Republik wiederhergestellt, in Südmähren die Grenze von 1918/19 wieder errichtet. Wie mit den Alliierten schon während des Krieges vereinbart, kam es 1945/46 zur Entrechtung, Enteignung und Vertreibung der meisten deutschen Südmährer, bei der zahlreiche Gräueltaten verübt wurden und viele Menschen durch Gewalt, Hunger und Entkräftung starben. Ihr Besitz wurde Tschechoslowaken übereignet. Auch das Vermögen der evangelischen Kirche wurde durch das Beneš-Dekret 131 liquidiert und die katholischen Kirchen nach dem kommunistischen Februarumsturz enteignet.
Nach 1946 wurden entlang der Nordgrenze Niederösterreichs von ehemaligen Heimatgemeinden 26 Gedenkstätten zur Erinnerung an ihre Vertreibung 1945/46 errichtet.
Als der Abzug der sowjetischen Besatzungstruppen aus den benachbarten Gebieten des bis 1955 besetzten Österreich bevorstand, die bis dahin die Grenze gesichert hatten, errichtete die kommunistische Regierung der Tschechoslowakei auch an diesem Grenzabschnitt den Eisernen Vorhang. Mehrere südmährische Ortschaften, die dem Grenzsperrgebiet zu nahe lagen, wurden abgesiedelt.
Nach der Samtenen Revolution von 1989 wurde der Eiserne Vorhang abgebaut. Ende 2007 trat Tschechien dem Schengen-Raum bei. Seither kann die Grenze zwischen Südmähren und Österreich, wie bis 1918, an jeder Stelle ohne Kontrollen überquert werden. Die historischen Verkehrsverbindungen wurden aber auf Grund der zögerlichen Haltung Österreichs bis 2010 noch nicht komplett reaktiviert. Hinzu kommt die Tatsache, dass viele früher durch verwandtschaftliche Beziehungen bestehende Verbindungen über die Grenze nach den Nachkriegsereignissen und der Entvölkerung vieler grenznaher Ortschaften nicht mehr bestehen.

## Umwelt
Der Kreis hat eine relativ niedrige Luftverschmutzung. Ausnahme bildet das Industriezentrum Brünn. Der Nationalpark Thayatal ist auch als Biosphärenreservat eingestuft. Das Naturschutzgebiet Mährischer Karst gilt als ältestes, unter Landschaftsschutz stehendes Gebiet in Mähren.

## Demografie
Die langfristige Bevölkerungsentwicklung ist durch eine niedrige Geburtenrate negativ (-910 Personen im Jahre 2005) und kann durch Zuwanderungen auf einen Zuwachs von +118 ausgeglichen werden. Das Durchschnittsalter beträgt 42,2 Jahre (2017).

## Statistische Kennzahlen
| Statistische Kennzahlen 2002 | Statistische Kennzahlen 2002 | Statistische Kennzahlen 2002 | Statistische Kennzahlen 2002 | Statistische Kennzahlen 2002 |
| Okres                        | Fläche in km²                | Einwohner1)                  | Durchschnittsalter1)         | Gemeinden                    |
| ---------------------------- | ---------------------------- | ---------------------------- | ---------------------------- | ---------------------------- |
| Blansko                      | 943                          | 108.248                      | 42,2                         | 130                          |
| Brno-město                   | 230                          | 377.973                      | 42,8                         | 1                            |
| Brno-venkov                  | 1.108                        | 217.720                      | 40,8                         | 137                          |
| Břeclav                      | 1.173                        | 115.432                      | 42,3                         | 69                           |
| Hodonín                      | 1.086                        | 154.589                      | 42,9                         | 81                           |
| Vyškov                       | 889                          | 91.133                       | 41,6                         | 81                           |
| Znojmo                       | 1.637                        | 113.717                      | 41,9                         | 148                          |

1) am 1. Januar 2017

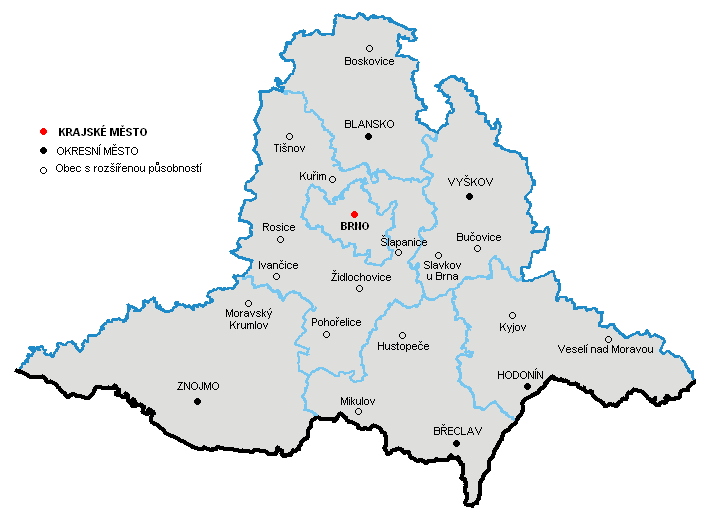
Karte der Region mit Bezirksgrenzen und -städten, sowie Kommunen mit erweiterten Befugnissen (ORP = Obec s rozšířenou působností ORP-Gemeinde)

- Anteil am Bruttoinlandsprodukt (2005): 10,2 %
- Arbeitslosenquote (2017): 5,66 %

## Wirtschaft

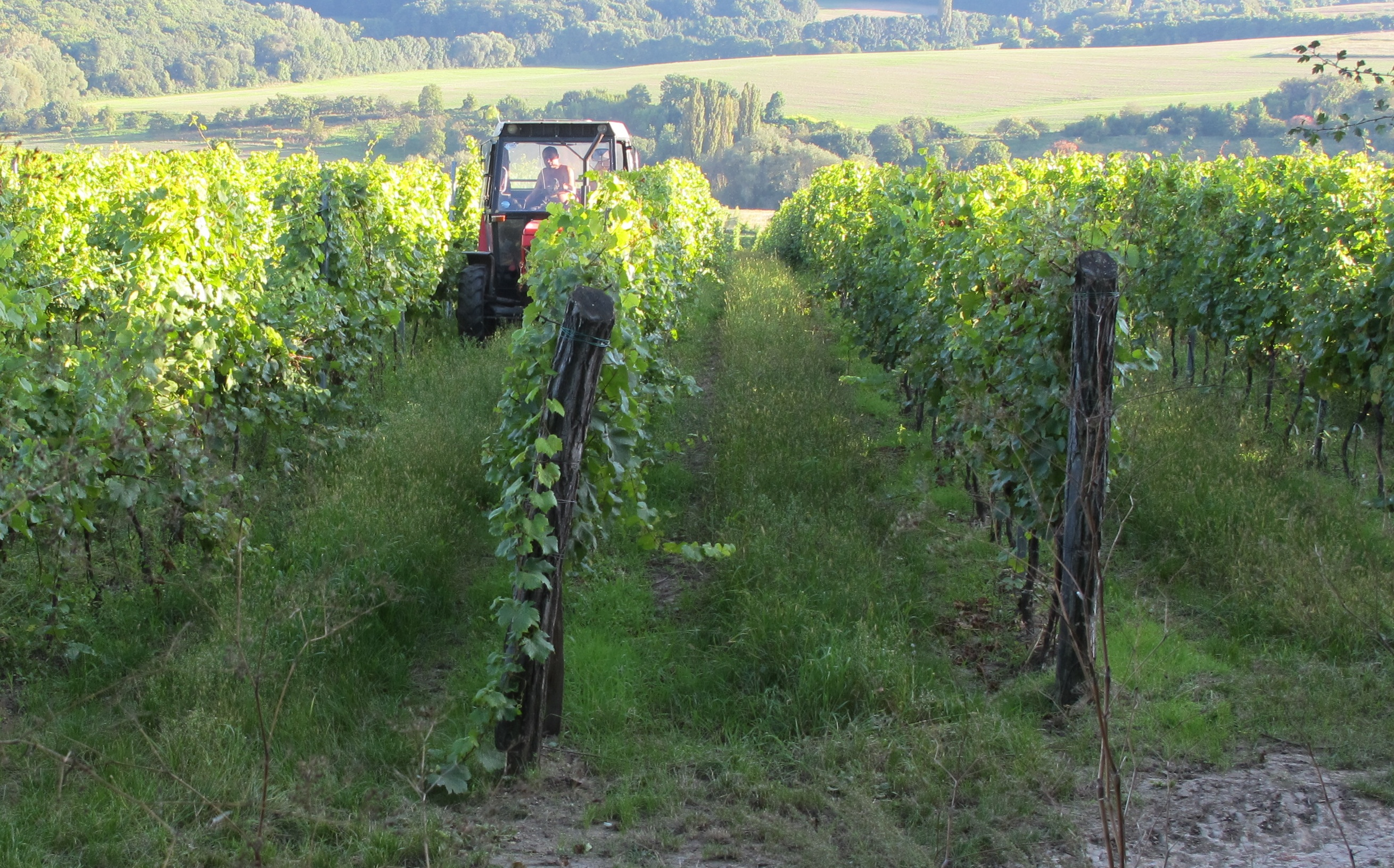
Südmähren ist die bedeutendste tschechische Weinbauregion

Die Landwirtschaft hat in der Gegend lange Tradition. Auf 60 % der Fläche der Region werden Getreide, Zuckerrüben, Wein und Obst angebaut. Das Bruttoinlandsprodukt ist das zweithöchste in Tschechien und beträgt etwa 222.000 CZK je Einwohner. Den größten Anteil hat dabei der tertiäre Sektor (59 %), gefolgt vom verarbeitenden Gewerbe (37 %) und der Landwirtschaft (4 %). Um die wirtschaftliche Entwicklung zu festigen, wurden Mikroregionen gegründet, teils mit internationaler Beteiligung. Dazu gehört Euregio Weinviertel-Südmähren-Westslowakei, der die Regionen Weinviertel, Südmähren und Westslowakei angehören.
Brünn ist ein wichtiges Handelszentrum und bedeutende Messestadt. Es werden etwa 50 Fachmessen jährlich veranstaltet. Zahlreiche Forschungseinrichtungen und Hochschulen erheben die Stadt zu einem wichtigen Forschungszentrum.

## Arbeitsmarkt
Die Zahl der Beschäftigten ging 2003 um 1,6 % zurück. Ein Drittel der Beschäftigten sind in der Industrie tätig, 12 % im Bereich Bildung, der gleiche Anteil im Dienstleistungsgewerbe. Der monatliche Durchschnittslohn beträgt 15.198 CZK und liegt damit unter dem gesamtstaatlichen Schnitt von 16.917 CZK. Die höchsten Löhne werden in Brno gezahlt, die niedrigsten im Okres Znojmo und Hodonín, nach Branchen die höchsten im Kredit- und Finanzierungsgewerbe. Die Arbeitslosigkeit beträgt zum 31. März 2017 5,66 %.

## Verkehrsinfrastruktur
Südmähren wurde verkehrstechnisch bestens erschlossen:
- Brünn ist Knotenpunkt im Eisenbahnverkehr zwischen Prag, Wien und Bratislava (Pressburg) und hat Verbindungen nach Schlesien und Krakau.
- Von Brünn gehen Autobahnen nach Prag und Pressburg (und von dort nach Wien) aus, eine Hauptstraße führt über Mikulov (Nikolsburg) nach Wien, eine weitere von Znojmo (Znaim) aus.
- In Brno-Tuřany besitzt die Region einen internationalen Flughafen.

## Bildung und Gesundheitswesen
Hohe Qualität wird im Gesundheitswesen erreicht. 23 Krankenhäuser, darunter zwei Universitätskrankenhäuser der Masaryk-Universität, ein Krebszentrum und ein Unfallkrankenhaus, verfügen über 8.096 Betten (2005). Auch die Dichte der Apotheken und der praktizierenden Ärzte ist gut. Ebenfalls gute Qualität erreicht das Bildungswesen. Neben 614 Kindergärten gibt es 441 Grundschulen, 48 Berufsschulen, 40 Gymnasien, 83 Fachgymnasien, 16 Einrichtungen postsekundärer Bildung. Während die Anzahl der Schüler in Grundschulen aufgrund demographischer Gegebenheiten gesunken ist, erhöht sich diese bei Gymnasien und Mittleren Schulen, was auf einen erhöhten Bildungsbedarf hinweist.
Brünn ist eine der wichtigsten tschechischen Universitätsstädte, es befinden sich hier sechs Universitätseinrichtungen. Ein Fünftel aller Studenten Tschechiens studiert hier.

## Tourismus

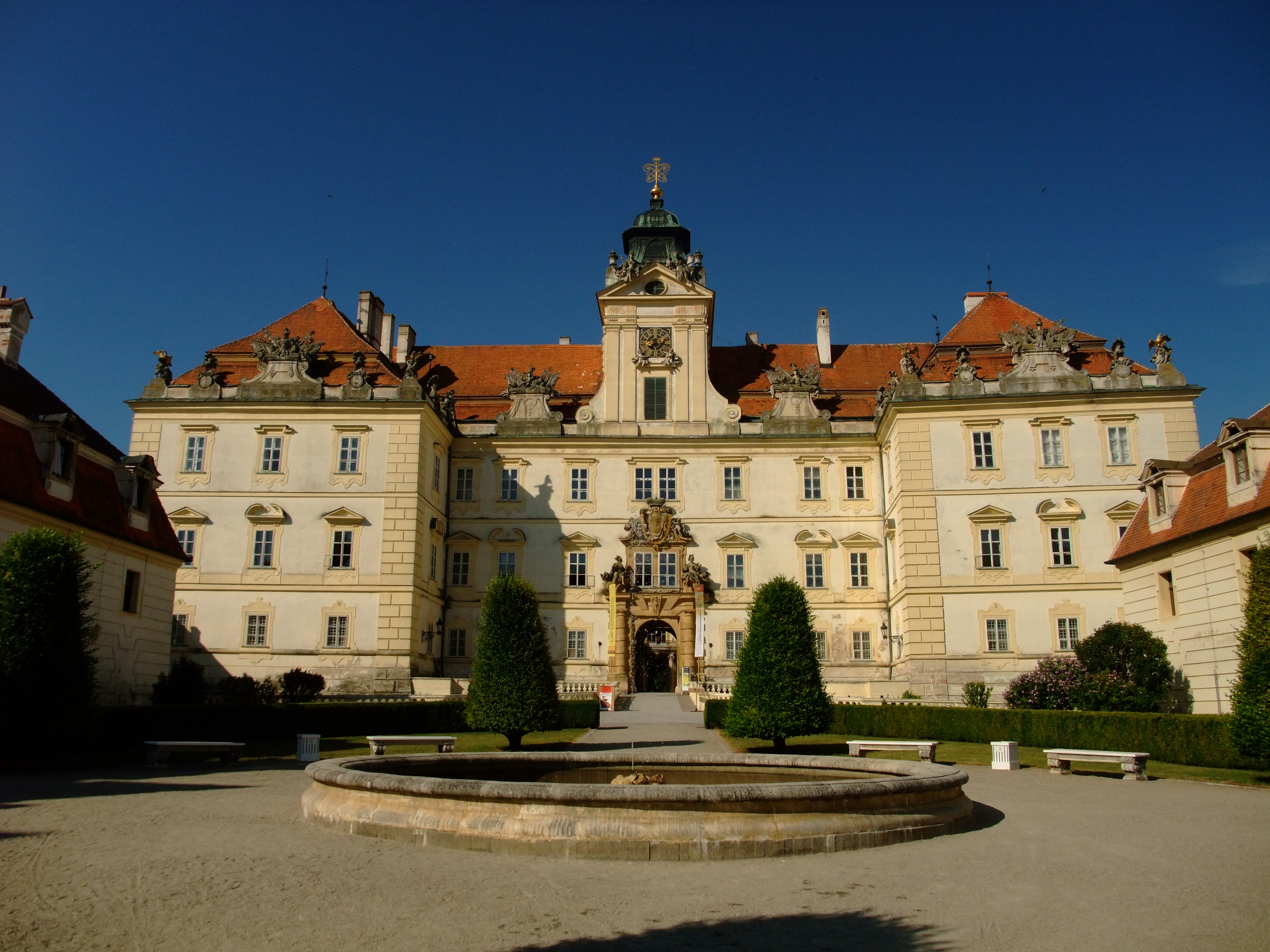
Schloss Valtice (Feldsberg)

Die Region besteht aus vier verschiedenen Gebieten. Im Norden mit vielen Höhlen und der tiefsten Schlucht Tschechiens Macocha mit einer Tiefe von 138 Metern, Felslandschaften und einer Reihe geschützter Gebiete. Der Süden besteht großteils aus fruchtbaren, landwirtschaftlich genutzten Böden, Weinbergen und großen Wasserflächen mit Brutstätten zahlreicher Wasservogelarten. Hinzu kommt das Biosphärenreservat Pálava (Pollauer Berge) und die Kulturlandschaft Lednice-Valtice (Eisgrub und Feldsberg). Wassersport wird an der Talsperre Nové Mlýny betrieben.
Hinter der March (Morava) im Osten der Region befinden sich die ersten Hügel der Weißen Karpaten. Dieses Reservat gehört zu den wertvollsten Naturschutzgebieten Europas. In der Umgebung von Brünn befinden sich die Wälder des Mährischen Karstes, im Süden die weitläufigen Ebenen Südmährens und in der Nähe Brünns das Naherholungsgebiet Brněnská přehrada (Brünner Talsperre).
Die älteste Talsperre Mährens (1897) befindet sich in Jevišovice im Bezirk Znaim, genauso wie die älteste Mühle aus dem 16. Jahrhundert in Slup. In Ivančice findet jährlich das Spargelfest statt. Die Villa Tugendhat in Brünn und die Kulturlandschaft von Lednice-Valtice sind in die UNESCO-Liste des Welterbes aufgenommen worden.
Attraktive Landschaft bieten auch die beiden Nationalparks Podyjí auf tschechischer Seite und Thayatal auf österreichischer Seite längs der hier tief in die Landschaft eingeschnittenen Thaya. Angelegt wurde auch ein internationaler Radweg Moravskoslezská dálková cyklotrasa (Mährisch-schlesischer Fernradweg), sowie Radwege, Greenways, Bernsteinstraße (Jantarová stezka) und Brünn–Wien. Übernachten kann man in einem der 536 Beherbergungsbetriebe, die jährlich von etwa einer Million Gästen, davon etwa ein Drittel Ausländer, genutzt werden.

## Bezirksstädte
- Brno (Brünn)
- Blansko (Blanz)
- Vyškov (Wischau)
- Hodonín (Göding)
- Břeclav (Lundenburg)
- Znojmo (Znaim)

## Größte Städte
| Stadt              | Einwohner (1. Januar 2017) |
| ------------------ | -------------------------- |
| Brno               | 377.973                    |
| Znojmo             | 33.823                     |
| Břeclav            | 24.881                     |
| Hodonín            | 24.728                     |
| Vyškov             | 21.120                     |
| Blansko            | 20.639                     |
| Boskovice          | 11.639                     |
| Kyjov              | 11.368                     |
| Veselí nad Moravou | 11.160                     |
| Kuřim              | 11.026                     |
| Ivančice           | 9.678                      |
| Tišnov             | 9.169                      |
| Šlapanice          | 7.424                      |
| Mikulov            | 7.386                      |
| Letovice           | 6.723                      |
| Slavkov u Brna     | 6.597                      |
| Bučovice           | 6.460                      |
| Dubňany            | 6.338                      |
| Rosice             | 6.053                      |
| Hustopeče          | 5.886                      |
| Moravský Krumlov   | 5.812                      |
| Strážnice          | 5.573                      |